# Roger Daltrey
Sir Roger Daltrey, CBE, angleški glasbenik in igralec, * 1. marec 1944, Hammersmith, London, Anglija.
Najbolj je znan kot ustanovitelj in frontman angleške rock skupine The Who. Poleg dela za The Who je nastopal tudi samostojno in igral v več filmih, gledaliških igrah ter televizijskih serijah.